# دیوید کولتارد
دیوید مارشال کولتارد (به انگلیسی: David Marshall Coulthard) (زاده ۲۷ مارس ۱۹۷۱)راننده فرمول یک بریتانیا اهل اسکاتلند هست. او در حال حاضر برای بخش ورزشی بی‌بی‌سی کار می‌کند.
کولتارد از سال ۱۹۹۴ فعالیت‌های مسابقه‌ای خود را آغاز کرد و برنده ۱۳ رقابت جایزه بزرگ شده است.